# Oiketicoides
Oiketicoides is een geslacht van vlinders van de familie van de zakjesdragers (Psychidae).

## Soorten
- Oiketicoides acuta (Kozhanchikov, 1956)
- Oiketicoides acutipennis (Kozhanchikov, 1956)
- Oiketicoides aethiopica Bourgogne, 1991
- Oiketicoides africana Dierl, 1972
- Oiketicoides borealis (Kozhantshikov, 1956)
- Oiketicoides caucasica (Bang-Haas, 1912)
- Oiketicoides demarcata Kozhanchikov, 1956
- Oiketicoides eganai (Agenjo, 1962)
- Oiketicoides eldarica (Kozhanchikov, 1956)
- Oiketicoides febretta (Boyer de Fonscolombe, 1835)
- Oiketicoides grummi (Heylaerts, 1887)
- Oiketicoides hampsoni (Bethune-Baker, 1894)
- Oiketicoides heptapotamica Kozhanchikov, 1956
- Oiketicoides iliensis (Wehrli, 1928)
- Oiketicoides inquinata (Lederer, 1858)
- Oiketicoides leoi Kozhanchikov, 1956
- Oiketicoides lutea (Staudinger, 1870)
- Oiketicoides maledicta (Scheben, 1910)
- Oiketicoides minuta (Kozhanchikov, 1956)
- Oiketicoides nigripilosa Kozhanchikov, 1956
- Oiketicoides orophila (Wehrli, 1928)
- Oiketicoides plotnikovi (Kozhanchikov, 1956)
- Oiketicoides saurica Solyanikov, 1997
- Oiketicoides schahkuhensis (Heylaerts, 1887)
- Oiketicoides senex (Staudinger, 1871)
- Oiketicoides simulans Kozhanchikov, 1956
- Oiketicoides squamopilosa Kozhanchikov, 1956
- Oiketicoides subgrisea (Kozhanchikov, 1956)
- Oiketicoides sudanica Dierl, 1972
- Oiketicoides taurica (Wehrli, 1932)
- Oiketicoides tedaldii (Heylaerts, 1881)
- Oiketicoides theodori Kozhanchikov, 1956
- Oiketicoides unicolorata Kozhanchikov, 1956